# Johan Albert Rydh
Johan Albert Rydh, vanligen J.A. Rydh, född 20 september 1852 i Klosters socken, Södermanlands län, död 31 maj 1931, var en svensk ingenjör. Han var far till Leonard Rydh.
Rydh blev elev vid Tekniska skolan i Eskilstuna 1873 och avlade avgångsexamen 1876. Han var elev vid Munktells mekaniska verkstad i Eskilstuna 1864–1876, ritare vid Thermænii mekaniska verkstad i Hallsberg 1876, verkmästare vid J.T. Tengelins vågfabrik i Stockholm 1877–1878 samt ingenjör och avdelningschef vid (Nya) AB Atlas i Stockholm 1878–1902. Han var delägare i samt ingenjör och verkställande direktör vid Värmeledningsaktiebolaget Calor i Stockholm från 1902. Rydh är begravd på Norra begravningsplatsen utanför Stockholm.